# QU Большой Медведицы
QU Большой Медведицы (лат. QU Ursae Majoris) — одиночная переменная звезда в созвездии Большой Медведицы на расстоянии (вычисленном из значения параллакса) приблизительно 13956 световых лет (около 4279 парсеков) от Солнца. Видимая звёздная величина звезды — от +13,67m до +12,97m.

## Характеристики
QU Большой Медведицы — пульсирующая переменная звезда типа RR Лиры (RRAB).